# Mitt i
Mitt i är en helt annonsfinansierad lokaltidning.

## Stockholm
Mitt i ges ut i 31 versioner för olika områden i Storstockholm inklusive innerstaden. Den har funnits sedan 1982.
Tidningarna delas ut på helgen i 857 000 exemplar (2012) från Botkyrka i söder till Vallentuna i norr. Mitt i uppger att man för närvarande (2024) har cirka en miljon läsare varje vecka.
Lokaltidningen Mitt i Stockholm AB förvärvades 1 december 2008 av Stampenkoncernen för 600 miljoner kronor, tillsammans med tidningar som Göteborgs-Posten, Nerikes Allehanda, Hallands Nyheter och Länstidningen i Södertälje.
25 juni 2014 sålde Stampenkoncernen dessa gratistidningar till riskkapitalbolaget Segulah för 300 miljoner kronor.
Då tidningen lanserades fick S-post ta hand om ansvaret för utdelningen, vilket de hade fram till maj 2011 då Posten tog över utdelningen. Mitt i har 160 anställda och huvudkontoret, liksom redaktionen för alla lokala utgåvor, ligger i ett kontorskomplex i Marievik i Liljeholmen. Mikael Benkert är VD och Jakob Larsson är chefredaktör och ansvarig utgivare.
I juni 2020 inleddes ett samgående med konkurrenten Direktpress.
Efter tre månaders integrationsarbete mellan DirektPress och deras Direkt-tidningar och Mitt i skedde premiären av nya tidningen den 3 oktober 2020 under rubriken "Äntligen Helg!". De 37 unika titlarna skulle fortsatt heta Mitt i och började från och med nu att istället delas ut på helgen av SDR.

## Göteborg
Lokaltidningen Mitt i finns även i Göteborg, från Askim i söder till Hisingen i norr.